# Unterschriftenaktion
Die Unterschriftenaktion ist ein politisches Instrument. Die Unterschriftensammlung für eine Petition oder einen Aufruf selbst schafft Aufmerksamkeit für das jeweilige Anliegen, die Unterschriftenübergabe an der Empfänger des Aufrufs ist erneut Anlass der Berichterstattung.
Unterschriftenaktionen gehören zum Aktionsrepertoire der Neuen sozialen Bewegungen und von Bürgerinitiativen, findet jedoch auch außerhalb dieser ihre Anwendung.
Als politisches Mittel dient die Unterschriftenaktion dazu, auf Missstände aufmerksam zu machen, die nach Auffassung der Unterschriftensammelnden von regierenden Politikern oder anderen Entscheidungsträgern nicht ausreichend wahrgenommen werden. Mit dem Mittel der Unterschriftenaktion können auch umstrittene Entscheidungen, Gesetzesvorhaben, Bauprojekte etc. thematisiert werden. Durch das Sammeln einer möglichst großen Anzahl von Unterschriften und der öffentlichkeitswirksamen Präsentation der ausgefüllten Unterschriftenlisten soll Druck auf die Entscheidungsträger in Politik und Wirtschaft ausgeübt werden.
Ein Beispiel einer erfolgreichen Unterschriftenaktion war die CDU/CSU-Unterschriftenaktion gegen die Reform des deutschen Staatsbürgerschaftsrechts.
Die Unterschriften können, neben dem herkömmlichen Weg mit der Unterschrift auf Papier, auch auf elektronischem Wege gesammelt werden – sogenannte Online-Petitionen.